# Lepiceridae
Lepicerus là một họ nhỏ bọ cánh cứng Myxophaga, đại diện bởi một chi duy nhất Lepicerus có ba loài được mô tả.

## Hình ảnh

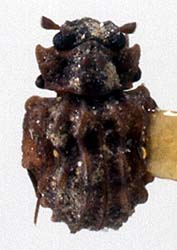